# Ежек, Йозеф
Йозеф Ежек (чеш. Josef Ježek ; 2 августа 1884, Жамберк, Австро-Венгрия — 10 мая 1969, Прага, Чехословакия) — чехословацкий генерал жандармерии, политик и министр внутренних дел в правительстве протектората Богемии и Моравии во время нацистской оккупации Чехословакии.

## Юность и образование
Йозеф Ежек родился в семье Франтишека и Йозефы Ежек в Жамберке, Австро-Венгрия — городе, который в настоящее время находится в Пардубицком крае Чешской Республики . Его отец, Франтишек, был педагогом, основавшим городскую школу в Зенфтенберге.
После окончания средней школы поступил в кадетское училище в Вене. После окончания учебы был направлен в 22-й пехотный полк ополчения в Черновцах. Службу в армии закончил в звании лейтенанта.

## Полицейская карьера
В 1909 году Ежек поступил на службу в правительственную полицию, где служил в Команде № 13 губернской жандармерии в Черновцах. В следующем году сдал профессиональный экзамен и стал начальником жандармского отделения в Вижнице. Через несколько месяцев его назначили командиром-адъютантом в Черновцах. В 1913 году он был произведен в чин капитана, а два года спустя, в 1915 году, он был переведен в штаб-квартиру полиции в Вене, где был назначен командиром отделения в Санкт-Пельтене.
В 1918 году, после образования независимой Чехословакии, он возглавил полицейское управление в Йиндржихув-Градец. В 1919 году его гнаправили в Братиславу, где он стал адъютантом губернского командира полиции. Несколько лет спустя он был назначен начальником полиции.

## Политическая карьера
16 марта 1939 года Адольф Гитлер учредил Протекторат Богемии и Моравии после немецкой оккупации Чехословакии накануне. В июле 1939 года премьер-министр Алоис Элиаш назначил Ежека министром внутренних дел протектората Чехии и правительства Моравии. Вскоре после назначения Ежека вызвали в Берлин, где Генрих Гиммлер сообщил ему, что Германия сделает все необходимое, чтобы чешский народ соответствовал новому режиму. Его взгляды часто противоречили оккупационным властям, и, хотя он не мог открыто присоединиться к сопротивлению, он поддерживал его.
В январе 1942 года Ежек был освобожден от должности министра внутренних дел за отказ принести присягу на верность. Его сменил в должности министра преданный нацистам Рихард Бинерт.
После войны, в 1945 и 1947 годах, Ежека арестовывали за его деятельность в Протекторате, но обвинения с него были сняты, и он был выпущен на свободу. В 1954 году коммунистический режим судил его за шпионаж и государственную измену и приговорил его к 25 годам лишения свободы. Он был освобожден в начале 1960 года.

## Личная жизнь
В 1910 году Ежек женился на Ольге Семак, местной дворянке, дочери Евгения Семака. В 1913 году у них родилась дочь. Ежек умер в Праге 10 мая 1969 года. Похоронен на Ольшанском кладбище в Праге.